# Palenie zabija
Palenie zabija – singel polskiego rapera Chivasa, promujący album studyjny, zatytułowany Nauczyłem się przeklinać. Singel został wydany 5 listopada 2020.
Nagranie otrzymało w Polsce status złotego singla, przekraczając liczbę 25 tysięcy sprzedanych kopii.

## Geneza utworu i historia wydania
Utwór napisał i skomponował Krystian Gierakowski.
Singel ukazał się w formacie digital download 5 listopada 2020 w Polsce za pośrednictwem wytwórni płytowej GUGU w dystrybucji Universal Music Polska. Kompozycja została umieszczona na debiutanckim albumie studyjnym Chivasa – Nauczyłem się przeklinać.

## Teledysk
Do utworu powstał teledysk, który udostępniono w dniu premiery singla za pośrednictwem serwisu YouTube.

## Lista utworów
- Digital download[7]

1. „Palenie zabija” – 2:25

## Certyfikaty
| Kraj          | Certyfikat  | Sprzedaż |
| ------------- | ----------- | -------- |
| Polska (ZPAV) | złota płyta | 25 000+  |